# Jebsheim
Jebsheim (els. Iebse) ist eine französische Gemeinde mit 1353 Einwohnern (Stand 1. Januar 2022) im Département Haut-Rhin in der Region Grand Est (bis 2015 Elsass). Die Bewohner nennen sich in der Amtssprache Jebsheimois oder Jebsheimoises, in der elsässischen Regionalsprache Jebsemer.

## Lage
Jebsheim liegt in der Oberrheinebene, etwa zwölf Kilometer nordöstlich von Colmar; die Entfernung zum östlich gelegenen Rhein und der Grenze zu Deutschland beträgt etwa sechs Kilometer.

## Geschichte
In Jebsheim gab es schon in römischer Zeit eine Siedlung, da sich hier Straßen kreuzten. Erstmals erwähnt wurde der Ort 861. Unter den Herzögen von Württemberg wurde hier 1535 die Reformation eingeführt. Im Dreißigjährigen Krieg hatte Jebsheim besonders zu leiden. Jebsheim war auch Stammsitz der älteren (evangelischen) Linie des Berckheim (Adelsgeschlecht)es. Die Familie teilte sich mit den drei Söhnen des Egenolf (Egenolph) III. von Berckheim (1552–1629) und dessen Frau Margaretha von Lichtenfels in drei Stämme. Wilhelm II. († 1665) begründete die ältere (evangelische) Linie zu Jebsheim, Hans Rudolph II. die mittlere Linie zu Krautergersheim, und Egenolf IV. († um 1639) die jüngere (katholische) Linie zu Rappoltsweiler. Die Linie zu Krautergersheim erlosch im Mannesstamm am 12. November 1787 mit dem Enkel ihres Begründers, Franz Samuel, französischer Oberst, Stettmeister zu Strassburg und Rektor der dortigen Universität. Aus der jüngere Linie stammte u. a. der badische Staatsminister Karl Christian von Berckheim (1774–1849).
Burg/Schloss Berckheim sind untergegangen, Spuren finden sich noch in einer Glasmalerei des fünfzehnten Jahrhunderts im Norden Sakristei der Kirche Saint-Martin und von einigen erhaltenen Grabdenkmälern dieser Familie in der Kirche.
Traurige Bekanntheit erlangte Jebsheim im Januar 1945, als sich dort alliierte Truppen und deutsche Panzergrenadiere – Letztere unter dem Befehl Heinrich Himmlers – heftige letzte Kämpfe lieferten (Poche de Colmar).

## Bevölkerungsentwicklung
| Jahr                                           | 1962 | 1968 | 1975 | 1982 | 1990 | 1999 | 2006 | 2017 |
| ---------------------------------------------- | ---- | ---- | ---- | ---- | ---- | ---- | ---- | ---- |
| Einwohner                                      | 692  | 740  | 917  | 871  | 918  | 1013 | 1081 | 1403 |
| Quelle: Gemeindeverzeichnis, Cassini und INSEE |      |      |      |      |      |      |      |      |

## Damen von Berckheim
Die vier Schwestern bildeten in ihrer Jugend als sogenannte „Damen von Berckheim“ (les demoiselles de Berckheim) einen historisch bekannten literarischen Zirkel unter Einbeziehung der Werke des Pädagogen und Dichters Gottlieb Konrad Pfeffel (1736–1809). Antiquarisch sind heute noch Aufzeichnungen darüber zu erhalten. Zwei dieser vier Schwestern sind in Jebsheim geboren. Es sind dies:
- Louise Sophie Octavie de Berckheim (1771–1852) heiratete Frederic von Stein zu Nordheim
- Henriette Sophie de Berckheim (1772–1863) heiratete Augustin-Charles Périer, einen Schüler der École polytechnique in Paris mit Promotion 1790, Deputierter von Isère (1830–1837), Pair von Frankreich (1832) und Ritter der Ehrenlegion (1833) war. Er stammte aus einer großbürgerlichen Kaufmannsfamilie. Nachkommen, bzw. Verwandte des Ehepaars wurden Präsidenten der Bank von Frankreich, Innenminister und sogar Präsidenten der Französischen Republik.

Zur Ehrung eines Mitglieds des Berckheimer Adelsgeschlechtes wurde eine Straße in Jebsheim „rue Baron Berckheim“ genannt.

## Ehemalige Eisenbahnstation Jebsheim
Vor dem Ersten Weltkrieg verlief eine Überlandstraßenbahn ca. 22 Kilometer über Colmar, Horbourg-Wihr, Muntzenheim, Jebsheim und Elsenheim nach Marckolsheim (Anschluss Straßenbahn Straßburg – Erstein – Markolsheim). Wegen des Ausbaues der Landstraßen sind keine Relikte mehr vorhanden. Neuerdings erinnert in Marckolsheim eine Tramform in Blumenform an diese Bahn.

## Sehenswürdigkeiten
- Die evangelische Kirche (temple) Saint-Martin, gewidmet dem heiligen Martin, stammt ursprünglich aus romanischer Zeit. Sie ist, kaum erkennbar, eine der ältesten Kirchen im Elsass. Ihre Grundmauern lassen mindestens sechs verschiedene Bauphasen seit der Gründung vor 891 bis in die Neuzeit und des Wiederaufbaus von 1945 bis 1957 erkennen. Aus dem 12. Jahrhundert ist noch die Fassade und der Turm erhalten, die Apsis ist gotisch und das Kirchenschiff stammt von 1779. Nachdem sie 1940 abgebrannt war, wurde sie 1945 bis 1957 wieder aufgebaut. 1996 wurden Teil der Kirche als Monument historique klassifiziert, so die Glasmalerei des 15. Jahrhunderts in der Sakristei, die gemalten Inschriften und archäologische Reste mit ihren Hinweisen auf die Herrschaft des Adelsgeschlechts Berckheim.
- Zur Erinnerung an die letzten Gefechte bei Colmar auf dem Territorium Jebsheims und die 900 dort gefallenen Soldaten und die 2000 Verwundeten beider Seiten wurde das Denkmal Croix du Moulin (Mühlenkreuz) errichtet. Die drei „Flügel“ des Kreuzes symbolisieren die beteiligten Nationen: Franzosen, US-Amerikaner, Deutsche. Die Inschrift in drei Sprachen lautet: Sie sind vereint im Tod, vereinigen wir uns im Frieden.

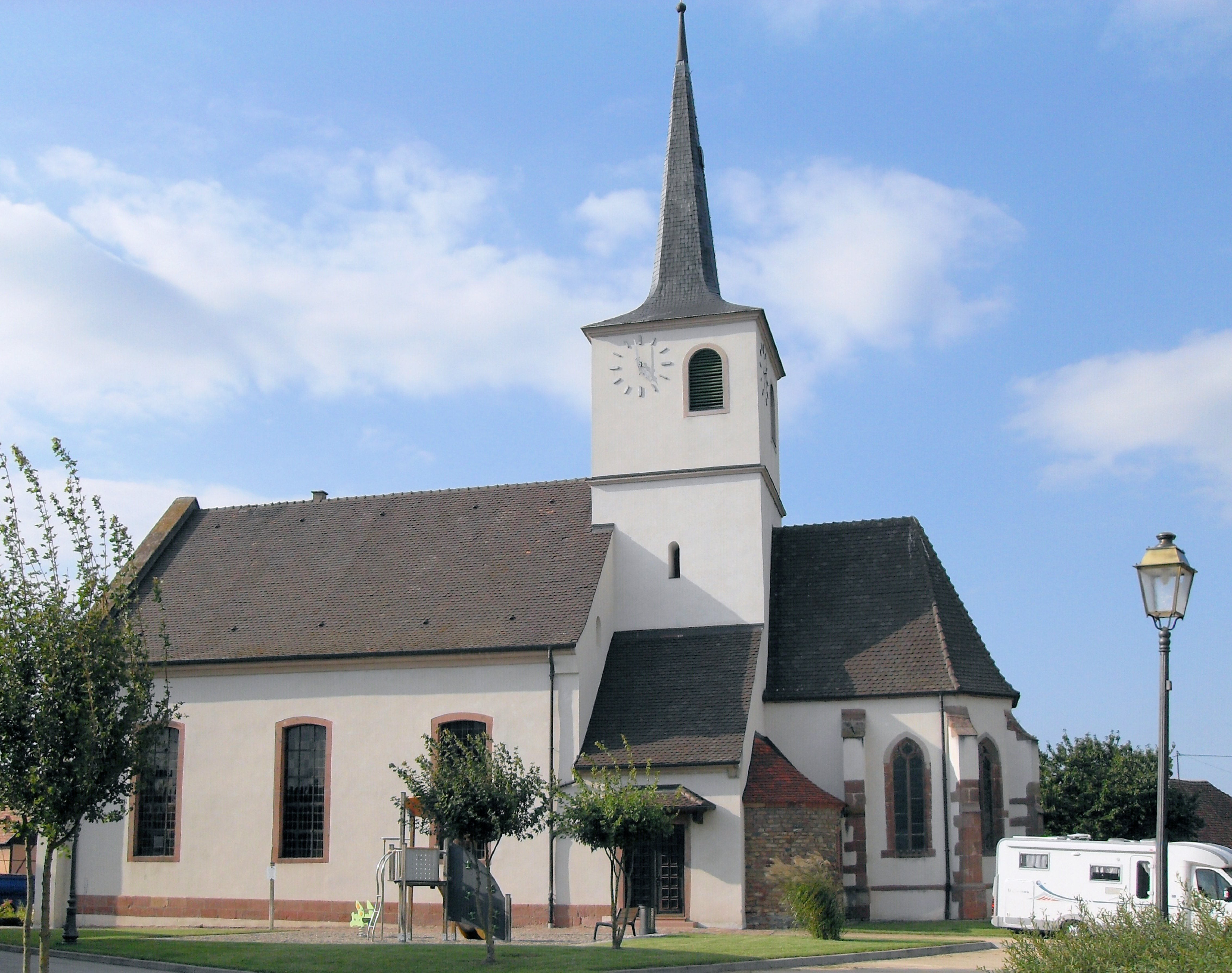
Protestantische Kirche Saint-Martin
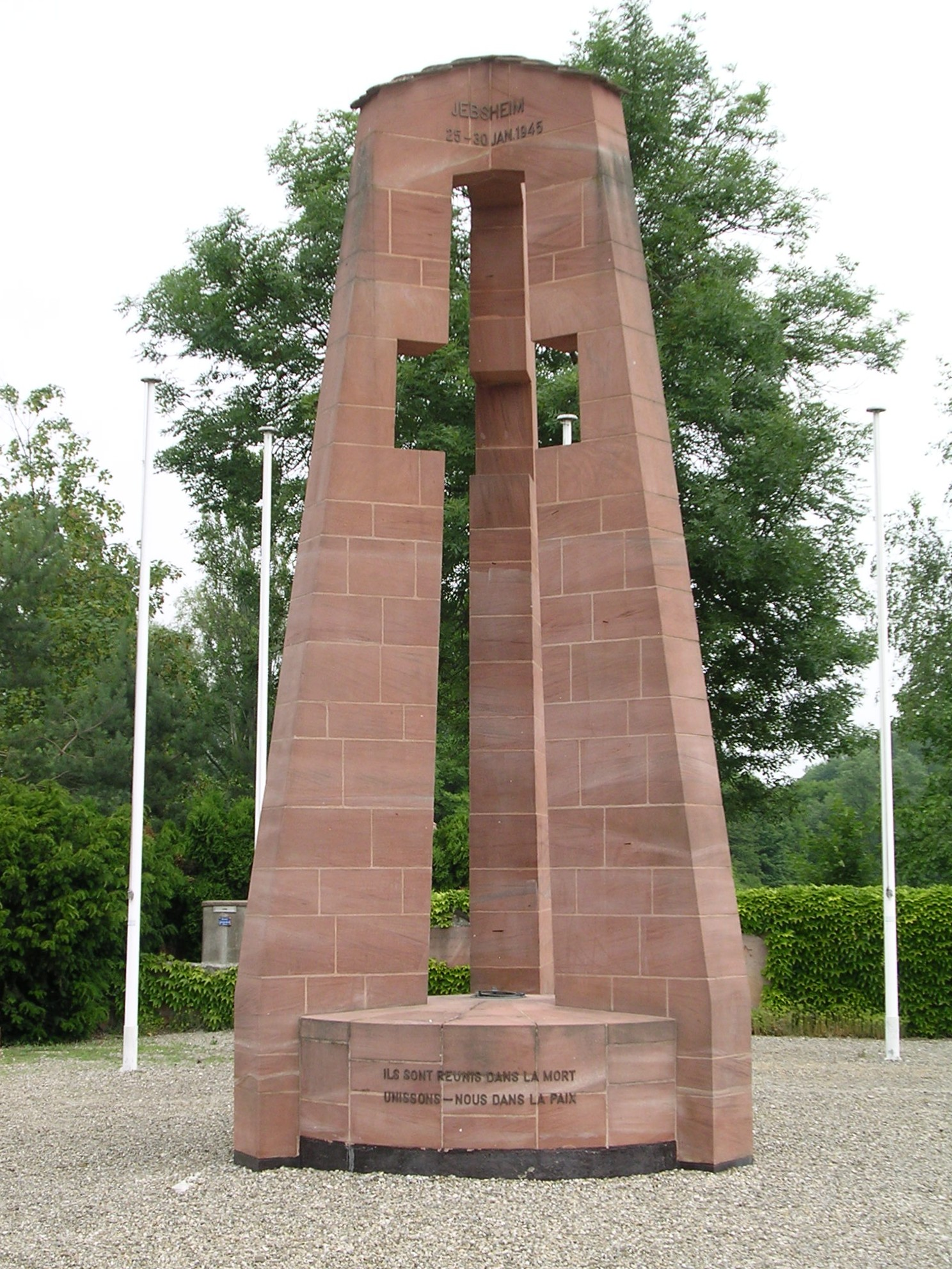
„Flügelkreuz“ in Jebsheim

## Veranstaltungen
An einem Septembersonntag lässt man in Jebsheim am "ronde-des-fetes" das Landleben im Allgemeinen und die Kuh im Besonderen hochleben.